# Heikki Ritavuori

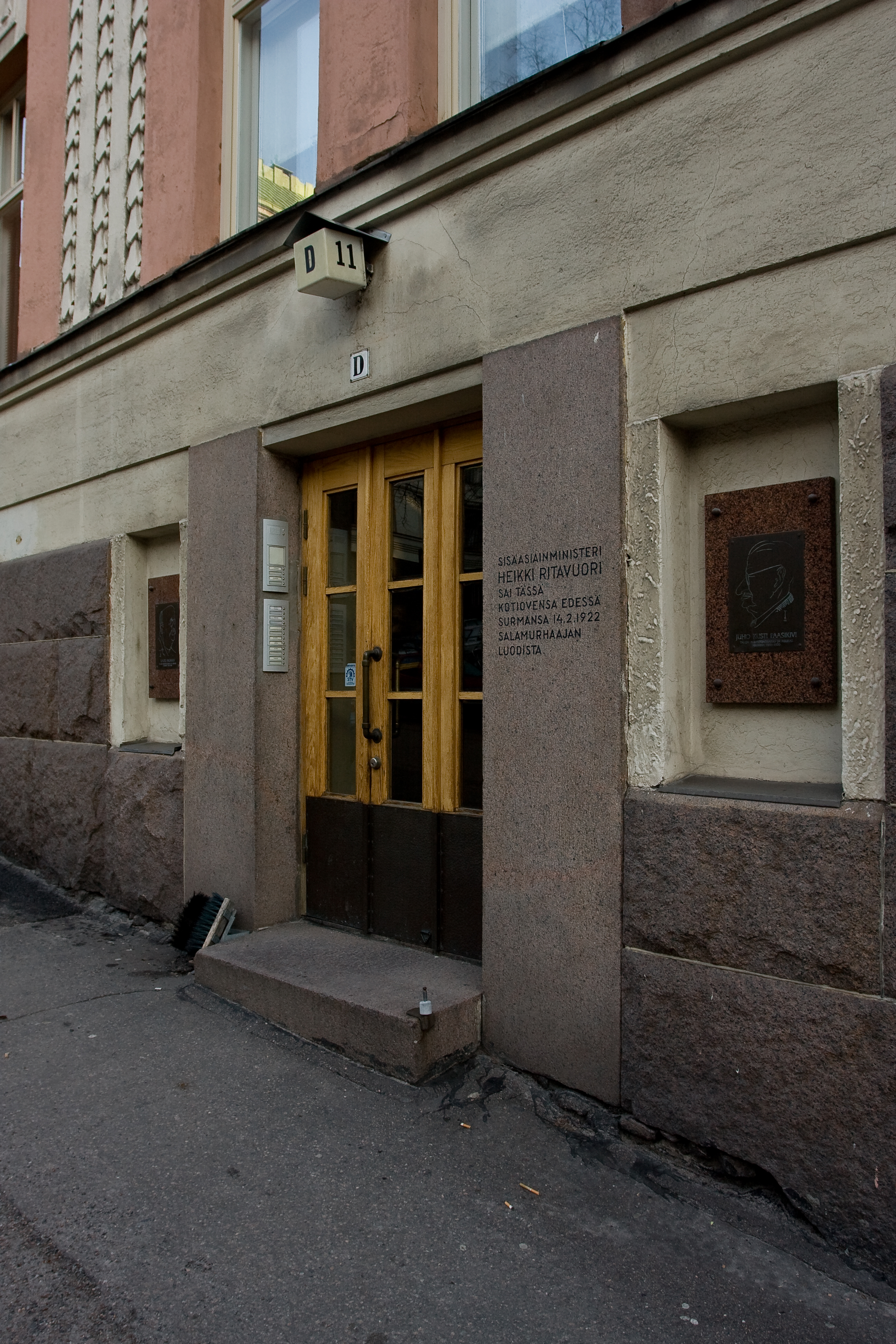
Platsen där Heikki Ritavuori blev mördad.

Heikki Ritavuori (fram till 1905 Henrik Rydman), född 23 mars 1880 i Åbo, död 14 februari 1922 i Helsingfors, var en finsk politiker (framstegspartist), riksdagsledamot, inrikesminister, och för en kort tid även biträdande justitieminister.
Han var Kaarlo Juho Ståhlbergs närmaste arbetskollega och var inrikesminister i J.H. Vennolas första och andra regeringar från 1919 till 1922, sammanlagt 526 dagar. Heikki Ritavuori är en unik karaktär i Finlands politiska historia. Han är inte ihågkommen för sitt livsverk utan för dess slut. Inrikesminister Heikki Ritavuori sköts ihjäl vid dörren till sitt hem i Helsingfors den 14 februari 1922.

## Karriär
Mordet på en minister i regeringen är en så sällsynt företeelse i Finland att den har nästan helt överskuggat Ritavuoris prestationer som en byggare av det finländska samhället efter självständigheten från Ryssland. Han var dedicerad till att skapa rättvisa, jämlikhet mellan medborgarna och en enad nation.
Att försvara dessa värderingar krävdes ett stort mod i de instabila tider som rådde efter det finska inbördeskriget. Ritavuori var varken rädd för extremvänstern eller extremhögern, utan genomförde i stället de reformer som han kände var nödvändiga som Ståhlbergs mest betrodda man. Han försökte särskilt försvara de medborgerliga rättigheterna för de röda krigsfångarna som hölls i fångläger och förespråkade lagar för att benåda dem.
Ritavuori var redan bekant med sociala frågor när han blev sekreterare i grundlagsutskottet år 1907, han var särskilt intresserad av jordägande rättigheter och bönders ställning i samhället. Som advokat tog han gärna på sig att hantera kommunala ärenden i försvar av fattiga. Han valdes till riksdagsledamot från Åbo läns södra valområde, först år 1914 och sedan igen 1919.
Godkännandet av 1919 års regeringsform är till stor del på grund av Ritavuoris arbete som ordförande i konstitutionsutskottet. Tvisten om statsskick mellan rojalister och republikaner hade hållit tillbaka statlig verksamhet i månader. För att stoppa den ohjälpsamma situationen lanserade Kaarlo Castréns republikanska regering en proposition till riksdagen för godkännande på en ny form av regering, vilken skrevs av ordföranden för Högsta förvaltningsdomstolen, K.J. Ståhlberg.
För att riksdagen skulle kunna acceptera propositionen var den tvungen att klassificeras som "brådskande" i mötesordningen. En röst saknades för den nödvändiga fem sjättedels-majoriteten, och därmed höll reformen av regeringen på att skjutas upp igen. Det var då Ritavuori engagerade sig i frågan, och bara ett par dagar senare gav han sitt eget förslag om en ny regeringsform till riksdagen. Propositionen klassificerades som brådskande och baserat på det accepterade parlamentet det nya statsskicket den 21 juni 1919. Därmed blev Finland en republik.
Efter att ha tjänstgjort som inrikesminister två gånger blev Ritavuori ofta konfronterad av aktivister från extremhögern. På grund av de lagar som stiftats för att "benåda" röda krigsfångar blev han kallad "den röda ministern", en som hotade arvet från vita Finland. Stödet till Ståhlberg som motståndare till Gustaf Mannerheim i presidentvalet sommaren 1919 gjorde Ritavuori ännu mindre omtyckt i högerextrema kretsar.

## Mordet på Heikki Ritavuori
Ritavuoris öde avgjordes i krisen i östra Karelen under vintern 1921–1922, då han tjänstgjorde som minister som ansvarar för gränsbevakningen och hanterade sitt jobb på ett direkt sätt som uppdrag av Finlands president KJ Ståhlberg. Baserat på förfalskade nyheter skickade från östra Karelen började högerns tidningar en smutskastningskampanj som förstörde Ritavuoris rykte och så småningom orsakade hans död. Heikki Ritavuori sköts ihjäl utanför sitt hem i Främre Tölö på Nervandersgatan 11 den 14 februari 1922.
Ernst Tandefelt, som hade skjutit skottet, uppgav att han baserat på tidningsartiklar, särskilt Hufvudstadsbladets information som stödde svenska aktivister, hade dragit slutsatsen att Ritavuori verkligen var en fara för landet, och trodde att han var tvungen att elimineras. I domstol sa Tandefelt att han hade agerat ensam, och han dömdes från början till livstids fängelse. Tandefelt överklagade och ändrade sin taktik och hävdade att han var utvecklingsstörd. Så småningom dömdes han till 12 års arbete i tukthus.
Senare gick Tandefelt ut med att flera personer, däribland apotekare Oskar Jansson och generallöjtnant Paul von Gerich, skulle ha varit inblandade i planeringen av mordet. En utredning som utfördes av justitiekanslern mellan 1927 och 1930 resulterade inte i några bevis som skulle ha orsakat ytterligare åtgärder i ärendet.